# Flemita
Flemita es un grupo de punk rock argentino, que se creó de forma paralela a Flema, y tuvo su origen en el año 1997. La formación original se disolvió luego de la muerte de su líder Ricky Espinosa, en el año 2002. Actualmente, los miembros restantes volvieron al proyecto como forma de homenaje a Ricky, contando con el hijo de Espinosa, Lucas, en voz.

## Historia

### Comienzos
A principios de 1997, Ricky Espinosa y Pepe, cantante y baterista de Flema respectivamente, grabaron dos canciones llamadas "Nihilismo" y "Ella está tatuada" para el compilado Punk Rock Colección. Con el propósito de realizar un concierto en vivo, Ricky, evocando los primeros momentos de Flema, se calzó nuevamente la guitarra y se juntó con Hongo, el bajista de Sin Ley y reemplazo en la batería a Pepe por Pablito Martínez , de Flagelo. De esta manera se formó Flemita.
La banda tocaba en todos los lugares que podía, obviamente, cuando Ricky no tenía compromisos con Flema. Las letras de Flemita eran de bandas poco conocidas que buscaban difusión, además de una excusa para editar más material, ya que, por contrato, Flema sólo podía editar un disco por año.
A los pocos meses, la banda formó parte de otro compilado, llamado "Palo y a la Bolsa". Los temas que participaron fueron "Cheto puto" y "Desde que no estás"

### Discos
Casi para fines de 1997, la banda comenzó a grabar su primer disco, llamado Underpunk, que contenía 21 temas incluyendo covers de otras bandas significativas del punk argentino de aquel entonces, como Bulldog, Mal Momento, Sin Ley, Embajada Boliviana, Prisión Preventiva y Flema. El disco salió a la calle el 16 de diciembre, editado por Xennon Records. 
Tras un año de descanso, en 1998 Flemita volvió a la carga participando de un tercer compilado, con los temas "Acelero" y nuevamente, "Ella está tatuada" y para fin de año saldría, su segundo y último disco, llamado ¿Raro? Raro tenés el orto, también editado por Xennon Records. Este disco contenía fotos de mujeres obesas posando desnudas o en diminuta ropa interior, previa la advertencia: "contiene letras y fotos que podrían dañar la moral y las buenas costumbres". En cuanto a lo musical, contaba con dos covers de Sin Ley, uno de los Rolling Stones (Mientras caen las lágrimas) y la versión punk del tango "Cantando" de Mercedes Simone, el resto autoría de Ricky. Se destacaba la canción "Extractum ex infernis" que estaba grabada al revés y era una supuesta adoración a Satanás, pero sin dudas, los dos temas que alcanzaron mayor difusión fueron el ya conocido "Nihilismo" y "No me gustan los jipis" que un año más tarde formarían parte de Invasión 99, un compilado de mayor importancia.

### Últimos años y separación
Luego de varios cambios en la formación, incluyendo la incorporación de un guitarrista para que Ricky Espinosa pudiera concentrarse en el canto, la banda continuó realizando presentaciones en vivo. Se había planificado la grabación de un álbum en directo, cuyo proceso de preproducción estaba avanzado. La prueba de sonido fue realizada, pero el proyecto se vio frustrado cuando, al dirigirse a buscar a Espinosa a Gerli, fueron detenidos por la policía debido a un robo ocurrido en las inmediaciones. Durante la inspección, se encontró marihuana en el vehículo de "El Hongo", lo que llevó a la cancelación del proyecto.
Posteriormente, se había proyectado un álbum de versiones titulado Si necesitás una mano, avisame que tengo dos. Sin embargo, la repentina muerte de Ricky Espinosa puso fin al proyecto y provocó la disolución definitiva de la banda.
A pesar de su disolución, la banda sigue siendo reconocida como una de las mayores influencias y referentes del punk rock argentino.

## Discografía
Álbumes de estudio
- Underpunk (1997)
- Raro? Raro Tenés el Orto  (1998)

Apariciones en álbumes recopilatorios de varios artistas
- Punk Rock Colección 1996 (1996) (Incluye "Nihilismo" y "Ella Está Tatuada")
- Palo y a la Bolsa (1997) (Incluye "Cheto Puto" y "Desde Que No Estás")
- Punk Compilado Xennon Records (1998) (Incluye "Acelero" y "Ella Está Tatuada")
- Invasion 99 (1999) (Incluye "Nihilismo" y "No Me Gustan los Jipis")

## Integrantes

### Miembros
- Lucas Espinosa: Voz y guitarra (2017-presente)
- "Hongo": Bajo y coros (1997-2002, 2017-presente)
- Pablo Martinez: Batería (1997-2002, 2017-presente)

### Miembros anteriores
- Ricky Espinosa: Voz y guitarra (1997-2002) (fallecido en 2002)
- Gustavo "Pepe" Carballo: Batería (1997)

- Datos: Q5862551